# Sciophila modesta
Sciophila modesta är en tvåvingeart som beskrevs av Zaitzev 1982. Sciophila modesta ingår i släktet Sciophila och familjen svampmyggor. Arten är reproducerande i Sverige. Inga underarter finns listade i Catalogue of Life.